# Покупље
Покупље (хрв. Pokuplje) је географска и историјска област која обухвата простор око реке Купе и њених притока у данашњој Словенији и Хрватској, а мањим делом и у Босни и Херцеговини. У словеначком делу Покупља налази се област Бела Крајина. Хрватски део Покупља састоји се од две области: Горње Покупље обухвата простор око горњег тока реке Купе и њених притока Мрежнице и Добре, док Доње Покупље обухвата простор око доњег тока реке Купе, од старог града Озља до града Петриње. Покупљем се у ужем смислу назива и подручје широке Покупске равнице, која се протеже од Карловца, до Сиска, односно до ушћа Купе у Саву. У ширем географском контексту, Покупље представља југозападни руб Панонске низије, на граници према Горском котару.

## Историја
Током античког периода, Покупље је улазило у састав римске провинције Паноније Савије, а касније је током раног средњег века припадало Посавској кнежевини. Након угарског освајања крајем 11. века, ушло је у састав старе Бановине Славоније. Током 16. века, у време османске најезде, знатан део Покупља ушао је у састав новостворене Војне крајине, тако да су југоисточни делови покупског простора временом постали познати под називима: Кордун и Банија.

## Становништво
Карловац с око 50.000 становника је централно и уједно највеће градско средиште у хрватском делу Покупља. Рачуна се да цела покупска област у Хрватској има преко 100.000 становника. Према етничкој структури углавном је ту насељено хрватско становништво, а на истом простору живе и Срби, чији је православни манастир Гомирје подигнут у 16. веку.

## Привреда
У низинским деловима Покупља развијена је земљорадња, а планираном и делимично спроведеном мелиорацијом Покупске завале добивају се вредне пољопривредне парцеле које ће да буду житница централне Хрватске. Прерађивачка, текстилна, прехрамбена и посебно металопрерађивачка индустрија у градовима Карловцу, Петрињи, Дугој Реси, Озљу, Јастребарском и другим мањим местима стављају Покупље у развијено индустријско подручје.
Осим земљорадње и индустрије прометно је то најважнији простор Хрватске преко којег пролазе путеви из Паноније према Јадрану.